# 横島 (愛媛県宇和島市)
横島は、愛媛県宇和島市の無人島。日振島東端にある早磯の鼻から、0.5kmの早磯の瀬戸を挟んで位置する。
面積0.7km2、標高121m。足摺宇和海国立公園の特別保護区に指定されている。
島名の由来は東西に長い島の形に由来している。周囲は海食崖に囲まれ、特に波風の激しい南岸は高さ50mほどの急崖もみられる。
島内にはマツやビロウ、ウバメガシが自生し周辺はテングサ、アワビなどが採取でき磯釣りのポイントでもある。